# Rada Najwyższa Kazachskiej Socjalistycznej Republiki Radzieckiej

## Chronologiczna lista przewodniczących
| #  | Imię i Nazwisko                   | Portret | Kadencja         | Kadencja             | Partia polityczna | Partia polityczna |
| #  | Imię i Nazwisko                   | Portret | Od               | Do                   | Partia polityczna | Partia polityczna |
| -- | --------------------------------- | ------- | ---------------- | -------------------- | ----------------- | ----------------- |
| 1  | Sälken Däulenow (1907-1984)       |         | 15 lipca 1938    | 25 września 1939     |                   | KPK               |
| 2  | Nurmachamed Bodżanow (1906-1944)  |         | 25 września 1939 | 16 grudnia 1944      |                   | KPK               |
| 3  | Gabdołła Chulanow (1907-1966)     |         | 16 lipca 1945    | 18 marca 1947        |                   | KPK               |
| 4  | Dżakibek Dżangozin (1913-1969)    |         | 18 marca 1947    | 28 marca 1951        |                   | KPK               |
| 5  | Gabdołła Karżaubajew (1904-1985)  |         | 28 marca 1951    | 28 marca 1955        |                   | KPK               |
| 6  | Szäkyr Karsybajew (1913-1995)     |         | 28 marca 1955    | 27 marca 1959        |                   | KPK               |
| 7  | Chasan Bekturganow (1922-1987)    |         | 27 marca 1959    | 20 marca 1963        |                   | KPK               |
| 8  | Askar Zakarin (1908-1990)         |         | 20 marca 1963    | 11 kwietnia 1967     |                   | KPK               |
| 9  | Szachmardan Jesenow (1927-1994)   |         | 11 kwietnia 1967 | 13 sierpnia 1974     |                   | KPK               |
| 10 | Gabit Musrjepow (1902-1985)       |         | 13 sierpnia 1974 | 16 lipca 1975        |                   | KPK               |
| 11 | Sattar Imaszew (1925-1984)        |         | 16 lipca 1975    | 14 grudnia 1979      |                   | KPK               |
| 12 | Kijłybał Miediebiekow (1929-2015) |         | 14 grudnia 1979  | 22 lutego 1990       |                   | KPK               |
| 13 | Nursułtan Nazarbajew (ur. 1940)   |         | 22 lutego 1990   | 24 kwietnia 1990     |                   | KPK               |
| 14 | Jeryk Asanbajew (1936-2004)       |         | 25 kwietnia 1990 | 16 października 1991 |                   | KPK               |